# Kajdas
Kajdas – osada w Polsce umiejscowiona na lewym brzegu Warty, w województwie łódzkim, w powiecie wieluńskim, w gminie Osjaków.
W tej niewielkiej osadzie w XIX stuleciu znajdowało się tylko jedno gospodarstwo zamieszkałe przez siedmiu mieszkańców. Utrzymywali się oni zapewne z młyna rzecznego, którego obecność potwierdzona została w źródłach historycznych już w XIX w. Obecnie oprócz młyna można podziwiać rzekę Wartę z kilkunastometrowych skarp tworzących naturalne punkty widokowe.
W latach 1975–1998 miejscowość administracyjnie należała do województwa sieradzkiego.